# Шон Пери
Шон Пери (енгл. Shaun Perry; 4. мај 1978) бивши је енглески рагбиста. Почео је да тренира рагби већ са 7 година. Професионалну каријеру је започео у четвртој лиги, у клубу Дадли Кингсвинфорд. Бриљантним партијама у овом рангу такмичења (52 есеја, 270 поена), заслужио је позив Ковентрија, тадашњег трећелигаша. После Ковентрија играо је за премијерлигаше Бристол и Вустер, а 2 године био је и у бившем шампиону Европе, француском Бриву. Постигао је есеј на свом дебију у дресу енглеске репрезентацију, у новембру 2006., против "ол блекса". Играо је на светском првенству 2007. У јуну 2013., после повреде колена престао је да игра рагби.